# Wydarzenia 24
Wydarzenia 24 – polski telewizyjny kanał informacyjny należący do Telewizji Polsat, emitujący kilkanaście razy dziennie głównie 25-minutowe wydania znanego ze stacji Polsat oraz Polsat News programu Wydarzenia, a także towarzyszące im serwisy sportowe i prognozy pogody. Powstał jako następca zlikwidowanego kanału Superstacja. Nadawanie rozpoczął 1 września 2021 roku.

## Historia
7 maja 2021 roku Telewizja Polsat złożyła do Krajowej Rady Radiofonii i Telewizji wniosek dotyczący wprowadzenia zmiany w koncesji należącego do niej od 2018 roku kanału Superstacja polegającej na zmianie nazwy tego kanału na „Wydarzenia 24”, a także przekształceniu ramówki, w której podejmowana dotychczas tematyka sensacyjna i społeczna miała ustąpić miejsca serwisom informacyjnym. Rzecznik prasowy Telewizji Polsat stwierdził, że Telewizja Polsat „rzeczywiście ma pomysł na kanał Superstacja i jest on związany z bardzo silną marką programu Wydarzenia oraz świetnymi wynikami oglądalności, jakie osiągają zarówno ten program jak i kanał Polsat News”.
8 czerwca 2021 roku Krajowa Rada Radiofonii i Telewizji wydała zgodę na zmianę nazwy Superstacji na Wydarzenia 24 przy zastrzeżeniu, że bez zmian ma pozostać zapisany w koncesji charakter kanału – nadal miała to być stacja informacyjna z elementami publicystyki, informacji sportowych i poradnictwa. 18 czerwca Superstacja przestała emitować premierowe programy, a zamiast nich rozpoczęła nadawanie nagranych wcześniej programów i powtórek programów kanału Polsat. Dotychczasowi dziennikarze i wydawcy Superstacji kilka dni później rozpoczęli szkolenia przy zespole redakcyjnym Polsat News związane z uruchomieniem kanału Wydarzenia 24. W prace związane z uruchomieniem kanału zaangażował się Rusmir Nefić, menedżer i konsultant do spraw rynku medialnego, który współtworzył m.in. czeski kanał CNN Prima News i serbską wersję Euronews – Euronews Serbia. Z tego względu w drugiej połowie lipca kilkuosobowa grupa dziennikarzy i wydawców programu Wydarzenia oraz Superstacji pojechała do Belgradu, żeby przyglądać się pracy nadającego od 9 maja kanału Euronews Serbia, który dla Polsatu stanowił inspirację dla planowanego nowego kanału pod względem sposobu przekazywania informacji, oprawy graficznej i kadrowania. 12 sierpnia Polsat zaprezentował logo nowego kanału, a także poinformował, że będzie on nadawany z położonego w Warszawie jednego z najnowocześniejszych studiów telewizyjnych w Europie.
1 września 2021 roku o godzinie 6:00 kanał Wydarzenia 24 rozpoczął nadawanie serwisem informacyjnym prowadzonym przez Ewę Gajewską.
W 2023 roku udział stacji w rynku wynosił 0,74% w grupie 4+.
10 stycznia 2024 dotychczasowy sygnał Wydarzeń 24 zastąpiono kanałem Polsat News Polityka, a Wydarzenia 24 przełączono na multipleks MUX 1 na nowej koncesji.

## Zarządzanie i dostępność
W 2021 kanał Wydarzenia 24 stał się częścią pionu publicystyki i informacji Telewizji Polsat, zarządzanego przez Dorotę Gawryluk.
Kanał jest dostępny na platformach cyfrowych Polsat Box, Canal+, Orange TV oraz w sieciach kablowych i IPTV w miejscu, gdzie dotychczas nadawała Superstacja. Trafił również do naziemnej telewizji cyfrowej – do czwartego multipleksu (MUX 4, tzw. TV Mobilna), gdzie zastąpił niekodowany przekaz programu Polsat News HD. W październiku 2023 Krajowa Rada Radiofonii i Telewizji (KRRiT) przyznała koncesję na nadawanie tej stacji na multipleksie pierwszym naziemnej telewizji cyfrowej (MUX 1) na miejsce zwolnione przez należący do Telewizji Polskiej kanał TVP ABC. Kanał został uruchomiony 10 stycznia 2024 roku, na pozycji 49. Na dotychczasowej koncesji kanału tego samego dnia uruchomiono nowy kanał informacyjny - Polsat News Polityka.

## Ramówka i dziennikarze
W ramówce kanału Wydarzenia 24 znajdują się wyłącznie serwisy informacyjne. Stacja emituje kilkanaście razy dziennie program Wydarzenia – najczęściej wydania trwające 25 minut, przedzielone blokami reklamowymi. Serwis informacyjny z godziny 10:00 jest emitowany także w naziemnym kanale Super Polsat. Od poniedziałku do piątku Wydarzenia w południe trwają 45 minut. W ramówce nowego kanału są też – znane z Polsatu i Polsat News – Wydarzenia 12.50, Wydarzenia 15.50, Więcej Wydarzeń, Gość Wydarzeń 24, Wydarzenia 18.50, Gość Wydarzeń, Wydarzenia Wieczorne oraz towarzyszące tym programom serwisy sportowe i prognozy pogody. W weekendy 40 minut po pełnej godzinie nadawane są powtórki Gościa Wydarzeń z całego tygodnia. 21 lutego 2022 roku na antenie Wydarzeń 24 oraz Super Polsatu po wydaniu Więcej Wydarzeń o godz. 16:20 rozpoczęto emisję programu Gość Wydarzeń 24,w nocy wyemitowało powtórki programów tak jak Interwencja, Interwencja - taka jest Polska, SuperLudzie, itp..
Za prowadzenie serwisów informacyjnych odpowiedzialni są Mariusz Abramowicz, Michał Adamczyk, Mateusz Białkowski, Marta Budzyńska, Kamil Dzięgielewski, Emil Górny, Magdalena Kaliniak, Iwona Kutyna, Katarzyna Niećko, Adrianna  Pałka, Łukasz  Smardzewski, Dominika Tarczyńska, Daria Wąsiewska i Marlena Wielgoszewska-Walczak, Wydarzenia, opinie, komentarze które ukazuje się od poniedziałku do piątku o godzinie 20:00 prowadzą Jarosław Gugała i Łukasz Smardzewski, Wydarzenia sportowe przedstawiają Beata Cholewińska, Mateusz Menkina, Jakub Ostrowski i Szymon Zaworski, za informacje dotyczące internetu i mediów społecznościowych odpowiadają Michał Adamczyk, Eugeniusz  Diaczkow, Kamil Dzięgielewski, Emil Górny i Adrianna Pałka, Wydarzenia kulturalne który ukazują się w każdą sobotę i niedzielę przedstawiają z kolei Agnieszka Baran i Przemysław Kowalski, zaś prognozę pogody prezentują Ksenia Chlebicka, Karolina Filipkowska, Klaudia Kroczek, Paulina Mabiala-Czarkowska i Zuzanna Wirtek-Lewandowska.